# Spikulen

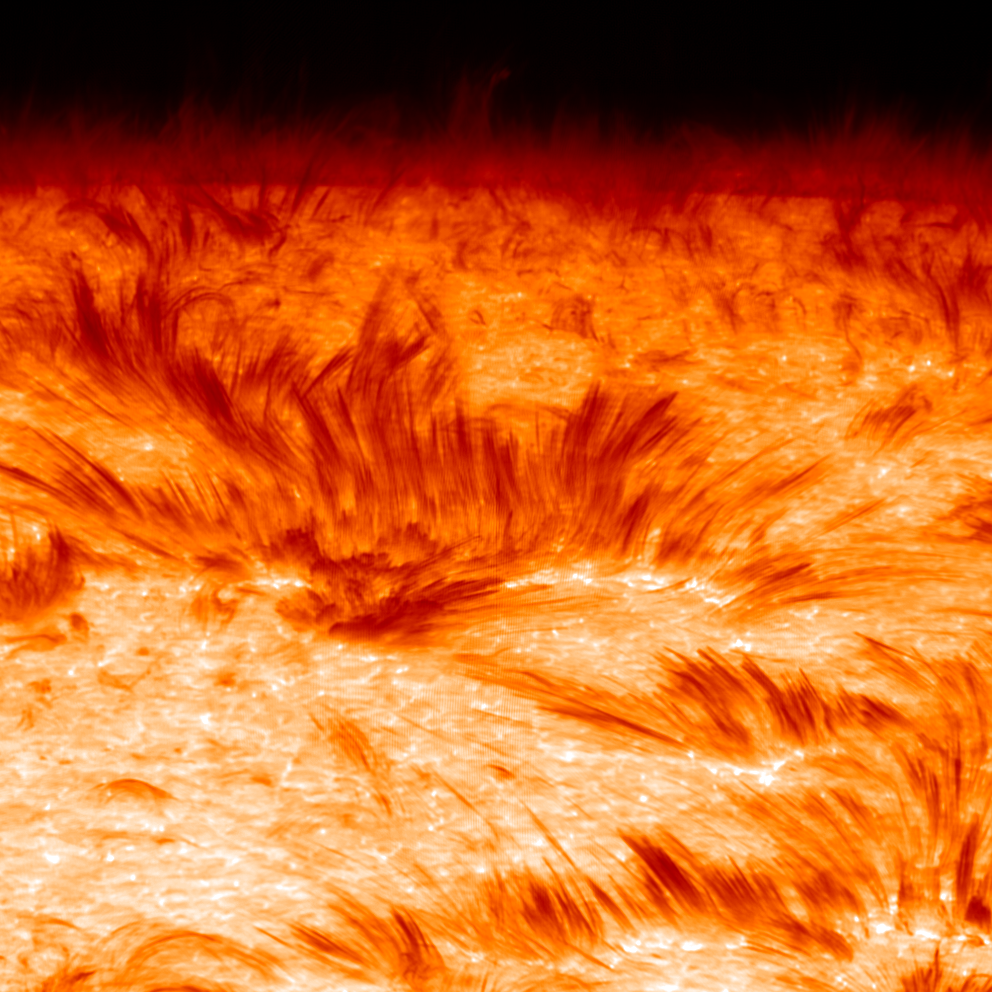
Spikulen, aufgenommen am 28. Februar 2020

Spikulen (lat. spiculum „Spitze“, „Spieß“; Mehrzahl spicula) sind röhrenartige, eruptive Erscheinungen auf der Chromosphäre der Sonne und vermutlich auch anderer Sterne. Sie wurden bei der Sonnenfinsternis 1877 am Sonnenrand entdeckt und erscheinen als überschnelle, nach oben gerichtete Gasspritzer. Wie erst um 1950 erkannt wurde, sind es solare Flusskanäle, die sich besonders bei Sonnenflecken konzentrieren. Sie werden durch die heftige Konvektion unter der Sonnenoberfläche (Photosphäre) hervorgerufen, welche die Strahlungshitze aus dem Sonneninneren nach außen transportiert.

## Quantitative Beschreibung
Spikulen haben Durchmesser von einigen 100 bis zu 1.000 Kilometern, können an die 10.000 km lang sein und schießen mit bis zu 150 Kilometern pro Sekunde in die Höhe. Untersuchungen mit Hochgeschwindigkeitskameras haben gezeigt, dass die Spikulen im Durchschnitt etwa fünf Minuten lang bestehen. Sie beginnen als kleine Röhren aus rasch aufsteigendem Gas, schwinden aber, wenn das Gas den höchsten Punkt erreicht hat und zur Sonne zurückfällt.

Verantwortlich sind magnetische Spannungen knapp unterhalb der sichtbaren Sonnenoberfläche, die verstärkt und nach oben transportiert werden. Wenn diese sich entladen, schleudern sie Gasströme entlang der Magnetfeldlinien, die sich dabei stark aufheizen. Die Spikulen reichern demnach die Sonnenkorona nicht nur mit Plasma an, sondern tragen auch zu deren extrem hohen Temperaturen bei. Die Temperatur der Spikulen liegt bei mehreren Millionen Kelvin.
Die Entstehung und das Kräftespiel der Spikulen ist im Detail noch unklar.

## Deutungen
Sehr anschaulich deutete das von ihm entdeckte Phänomen  Angelo Secchi SJ von der Vatikansternwarte. Er verglich die bei Finsternissen am Sonnenrand erkennbare Chromosphäre mit riesigen Buschfeuern oder einer brennenden Prärie. Die Chromosphäre wachse aus einer gleichmäßigen Unterschicht (also aus der Photosphäre) heraus und mache den Eindruck, als ob dauernd Flammen emporschlagen.
Der Sonnenforscher Otto Kiepenheuer stellt sich die ganze (relativ dünne) Chromosphäre als „die Spritzer oder die Gischt des wogenden Photosphären-Ozeans“ mit seinen ewig emporwallenden Granulations-Strudeln vor. Wie die leichten Spritzer der Meeresbrandung sehr viel höhere Geschwindigkeiten entwickeln als die schweren Wogen des Meeres, sind auch die Spikulen-Spritzer sehr viel rascher als die Strömungsvorgänge in der wesentlich dichteren Photosphäre. Dieses Bild entspricht im Wesentlichen den heute gut berechenbaren Vorgängen an Stoßfronten.